# Cuero (Texas)
Cuero es una ciudad ubicada en el condado de DeWitt en el estado estadounidense de Texas. En el Censo de 2010 tenía una población de 6.841 habitantes y una densidad poblacional de 533,06 personas por km².

## Geografía
Cuero se encuentra ubicada en las coordenadas 29°5′40″N 97°17′15″O / 29.09444, -97.28750. Según la Oficina del Censo de los Estados Unidos, Cuero tiene una superficie total de 12.83 km², de la cual 12.79 km² corresponden a tierra firme y (0.36%) 0.05 km² es agua.

## Demografía
Según el censo de 2010, había 6.841 personas residiendo en Cuero. La densidad de población era de 533,06 hab./km². De los 6.841 habitantes, Cuero estaba compuesto por el 68.63% blancos, el 15.16% eran afroamericanos, el 0.58% eran amerindios, el 0.42% eran asiáticos, el 0% eran isleños del Pacífico, el 11.84% eran de otras razas y el 3.36% pertenecían a dos o más razas. Del total de la población el 39.91% eran hispanos o latinos de cualquier raza.